# Next (Roman)
Next ist ein Roman von Michael Crichton. Er wurde in der Originalausgabe unter demselben Titel 2006 im Harper Collins Publisher - Verlag veröffentlicht. Die deutsche gebundene Ausgabe wurde 2007, die Taschenbuchausgabe im August 2008 veröffentlicht. Auch eine spanische broschierte Ausgabe wurde 2009 herausgegeben.

## Handlung
Frank Burnets Zelllinien sind 3 Milliarden Dollar wert. Doch er wurde um jenes Geld von der Uni-Klinik L.A. betrogen, die diese Zellen an die Firma BioGen Research Inc., ein Gentechnologie-Unternehmen, verkauft hat. Diese Immunzellen werden nach einigen Wochen von einem Unbekannten kontaminiert. BioGen droht der Bankrott, deswegen bleibt ihnen nichts anderes übrig, als Mr. Burnet nochmals Gewebe zu entnehmen. Burnet aber flüchtet.

## Hintergrundinformation
Der Roman „Next“ war der letzte Roman von Michael Crichton, welcher vor seinem Tod an Krebs veröffentlicht wurde.